# Piekło żywych trupów
Piekło żywych trupów (ang. Hell of the Living Dead lub Virus: Hell of the Living Dead, wł. Virus – l'inferno dei morti viventi) – włosko-hiszpański film fabularny z 1980 roku, wyreżyserowany przez Brunona Mattei.

## Zarys fabuły
Wskutek awarii wywołanej w pewnej fabryce dochodzi do skażenia najbliższych okolic. Ludzie masowo przeistaczają się w zombie.

## Obsada
- Margit Evelyn Newton – Lia Rousseau
- Franco Garofalo – Zantoro
- Selan Karay – Max
- José Gras – podporucznik Mike London
- Víctor Israel – duchowny-zombie